# Trichosiphonaphis polygonifoliae
Trichosiphonaphis polygonifoliae är en insektsart. Trichosiphonaphis polygonifoliae ingår i släktet Trichosiphonaphis och familjen långrörsbladlöss. Inga underarter finns listade i Catalogue of Life.